# Robert Nicolaï
 (janvier 2024).
Robert Nicolaï est un linguiste français, Professeur des Universités et enseigne à l’université de Nice Sophia-Antipolis. Il est spécialiste des langues africaines, tout particulièrement des langues songhaï méridionales et septentrionales.

## Biographie
Lauréat 1997 du prix de recherche de la Alexander von Humboldt-Stiftung, il est membre senior de l’Institut universitaire de France (Promotion 2004) et dirige actuellement l’équipe Contact et genèse des langues en zone sahélo-saharienne de l’UMR 6039 CNRS « Bases, corpus et langage ».
Après plusieurs années passées au Niger où il a créé le Département de linguistique de l’université de Niamey (1975), il a dirigé l’Institut d’études et de recherches interethniques et interculturelles de l’université de Nice (IDERIC, 1984 à 1988). Codirecteur de l’Unité de recherche associée (URA) 1235 du CNRS « Modes d’appropriation langagière » (1988 à 1995), il crée le réseau européen Diffusion lexicale en zone sahélo-saharienne devenu le Groupement de Recherche Européen (GDRE) 1172 du CNRS en 1995, renouvelé en 1998.
Professeur invité aux universités de Francfort-sur-le-Main (1997, 1998) et de Vienne (2004-2005) ainsi qu’au Institut Max-Planck d'anthropologie évolutionniste de Leipzig (2005), fondateur et coéditeur du « Journal of Language Contact », il participe à de nombreux projets de recherche internationaux. 

## Œuvres (sélection)
- Les dialectes du songhay. Contribution à l’étude des changements linguistiques. Paris 1981: SELAF
- Préliminaires à une étude sur l’origine du songhay. Problématique, matériaux et hypothèses. Berlin 1984: Dietrich Reimer.
- Parentés linguistiques. À propos du songhay. Paris 1990: Éditions du CNRS.
- Songhay (avec Zima, Petr). Munich/Newcastle 1997: Lincom Europa.
- La Traversée de l’empirique. Essai d’épistémologie sur la construction des représentations de l’évolution des langues. Paris 2000: Ophrys.
- La force des choses ou l’épreuve nilo-saharienne. Questions sur les reconstructions archéologiques et l’évolution des langues. Köln 2003: Rüdiger Köppe Verlag.
- La vision des faits. De l’a posteriori à l’a priori dans la saisie des langues. Paris 2007: L’Harmattan.